# Ciklopentanon
A cikclopentanon borsmentára emlékeztető szagú szerves vegyület, színtelen folyadék. Gyűrűs keton, szerkezetileg a ciklopentánhoz hasonlít, öttagú gyűrűjéhez egy keton funkciós csoport kapcsolódik.

## Veszélyek
A vegyület stabil, de gyúlékony, gőzei a levegőnél 2,3-szer nehezebbek. Lenyelve, belélegezve vagy a bőrön át felszívódva ártalmas. A bőrt és a légzőrendszert izgatja, a szemet súlyosan irritálja.

## Fordítás
Ez a szócikk részben vagy egészben a Cyclopentanone című angol Wikipédia-szócikk ezen változatának fordításán alapul.  Az eredeti cikk szerkesztőit annak laptörténete sorolja fel. Ez a jelzés csupán a megfogalmazás eredetét és a szerzői jogokat jelzi, nem szolgál a cikkben szereplő információk forrásmegjelöléseként.